# Tyrannosaurinae
Tyrannosaurinae (il cui nome significa "lucertole tiranniche") è una sottofamiglia estinta di dinosauri teropodi tirannosauridi vissuti nel Cretaceo superiore, circa 80-65 milioni di anni fa (Campaniano-Maastrichtiano), in tutta l'America settentrionale. Questa sottofamiglia comprende i generi Bistahieversor, Daspletosaurus, Dynamoterror, Lythronax, Nanuqsaurus, Zhuchengtyrannus, Teratophoneus, Tarbosaurus, Tyrannosaurus, e la tribù Alioramini che contiene Alioramus e Qianzhousaurus. Rispetto agli Albertosaurinae, i Tyrannosaurinae hanno una corporatura molto più robusta e pesante, zampe proporzionatamente più corte e crani più massicci. Nei Tyrannosaurinae, inoltre, la cresta sagittale sulle ossa parietali continua avanza sui frontali.
Nel 2014, Junchang Lü et al. descrisse gli Alioramini come una tribù all'interno dei Tyrannosauridae contenenti i generi Alioramus e Qianzhousaurus. La loro analisi filogenetica indicava che la tribù era situata alla base di Tyrannosaurinae. Alcuni autori, come George Olshevsky e Tracy Ford, hanno creato altre suddivisioni o tribù per varie combinazioni di tirannosauridi all'interno delle sottofamiglie. Tuttavia, questi non sono stati definiti filogeneticamente e di solito sono costituiti da generi che sono ora considerati sinonimi di altri generi o specie.
Di seguito è riportato un cladogramma sulla filogenetica dei Tyrannosaurinae, di Brusatte & Carr (2016), modificato da McDonald et al. (2018), a seguito della scoperta di Dynamoterror:
|  | Albertosaurus sarcophagus |
|  |                           |
|  | Gorgosaurus libratus      |
|  |                           |

|  | Qianzhousaurus sinensis                                               |
|  |                                                                       |
|  | \| \| Alioramus remotus \| \| \| \| \| \| Alioramus altai \| \| \| \| |
|  |                                                                       |
|  | Alioramus remotus                                                     |
|  |                                                                       |
|  | Alioramus altai                                                       |
|  |                                                                       |

|  | Alioramus remotus |
|  |                   |
|  | Alioramus altai   |
|  |                   |

|  | Lythronax argestes                                                       |
|  |                                                                          |
|  | Dynamoterror dynastes                                                    |
|  |                                                                          |
|  | Nanuqsaurus hoglundi                                                     |
|  |                                                                          |
|  | Teratophoneus curriei                                                    |
|  |                                                                          |
|  | Daspletosaurus torosus                                                   |
|  |                                                                          |
|  | Daspletosaurus horneri                                                   |
|  |                                                                          |
|  | Zhuchengtyrannus magnus                                                  |
|  |                                                                          |
|  | \| \| Tarbosaurus bataar \| \| \| \| \| \| Tyrannosaurus rex \| \| \| \| |
|  |                                                                          |
|  | Tarbosaurus bataar                                                       |
|  |                                                                          |
|  | Tyrannosaurus rex                                                        |
|  |                                                                          |

|  | Tarbosaurus bataar |
|  |                    |
|  | Tyrannosaurus rex  |
|  |                    |

|  | Qianzhousaurus sinensis                                               |
|  |                                                                       |
|  | \| \| Alioramus remotus \| \| \| \| \| \| Alioramus altai \| \| \| \| |
|  |                                                                       |
|  | Alioramus remotus                                                     |
|  |                                                                       |
|  | Alioramus altai                                                       |
|  |                                                                       |

|  | Alioramus remotus |
|  |                   |
|  | Alioramus altai   |
|  |                   |

|  | Lythronax argestes                                                       |
|  |                                                                          |
|  | Dynamoterror dynastes                                                    |
|  |                                                                          |
|  | Nanuqsaurus hoglundi                                                     |
|  |                                                                          |
|  | Teratophoneus curriei                                                    |
|  |                                                                          |
|  | Daspletosaurus torosus                                                   |
|  |                                                                          |
|  | Daspletosaurus horneri                                                   |
|  |                                                                          |
|  | Zhuchengtyrannus magnus                                                  |
|  |                                                                          |
|  | \| \| Tarbosaurus bataar \| \| \| \| \| \| Tyrannosaurus rex \| \| \| \| |
|  |                                                                          |
|  | Tarbosaurus bataar                                                       |
|  |                                                                          |
|  | Tyrannosaurus rex                                                        |
|  |                                                                          |

|  | Tarbosaurus bataar |
|  |                    |
|  | Tyrannosaurus rex  |
|  |                    |

|  | Albertosaurus sarcophagus |
|  |                           |
|  | Gorgosaurus libratus      |
|  |                           |

|  | Qianzhousaurus sinensis                                               |
|  |                                                                       |
|  | \| \| Alioramus remotus \| \| \| \| \| \| Alioramus altai \| \| \| \| |
|  |                                                                       |
|  | Alioramus remotus                                                     |
|  |                                                                       |
|  | Alioramus altai                                                       |
|  |                                                                       |

|  | Alioramus remotus |
|  |                   |
|  | Alioramus altai   |
|  |                   |

|  | Lythronax argestes                                                       |
|  |                                                                          |
|  | Dynamoterror dynastes                                                    |
|  |                                                                          |
|  | Nanuqsaurus hoglundi                                                     |
|  |                                                                          |
|  | Teratophoneus curriei                                                    |
|  |                                                                          |
|  | Daspletosaurus torosus                                                   |
|  |                                                                          |
|  | Daspletosaurus horneri                                                   |
|  |                                                                          |
|  | Zhuchengtyrannus magnus                                                  |
|  |                                                                          |
|  | \| \| Tarbosaurus bataar \| \| \| \| \| \| Tyrannosaurus rex \| \| \| \| |
|  |                                                                          |
|  | Tarbosaurus bataar                                                       |
|  |                                                                          |
|  | Tyrannosaurus rex                                                        |
|  |                                                                          |

|  | Tarbosaurus bataar |
|  |                    |
|  | Tyrannosaurus rex  |
|  |                    |

|  | Qianzhousaurus sinensis                                               |
|  |                                                                       |
|  | \| \| Alioramus remotus \| \| \| \| \| \| Alioramus altai \| \| \| \| |
|  |                                                                       |
|  | Alioramus remotus                                                     |
|  |                                                                       |
|  | Alioramus altai                                                       |
|  |                                                                       |

|  | Alioramus remotus |
|  |                   |
|  | Alioramus altai   |
|  |                   |

|  | Lythronax argestes                                                       |
|  |                                                                          |
|  | Dynamoterror dynastes                                                    |
|  |                                                                          |
|  | Nanuqsaurus hoglundi                                                     |
|  |                                                                          |
|  | Teratophoneus curriei                                                    |
|  |                                                                          |
|  | Daspletosaurus torosus                                                   |
|  |                                                                          |
|  | Daspletosaurus horneri                                                   |
|  |                                                                          |
|  | Zhuchengtyrannus magnus                                                  |
|  |                                                                          |
|  | \| \| Tarbosaurus bataar \| \| \| \| \| \| Tyrannosaurus rex \| \| \| \| |
|  |                                                                          |
|  | Tarbosaurus bataar                                                       |
|  |                                                                          |
|  | Tyrannosaurus rex                                                        |
|  |                                                                          |

|  | Tarbosaurus bataar |
|  |                    |
|  | Tyrannosaurus rex  |
|  |                    |